# Agustí Pujol (mestre d'aixa)
Agustí Pujol (Lloret de Mar, segle XIX) fou un mestre d'aixa català, conegut com a Ferreret. Va tenir una intensa activitat professional durant l'època daurada de la construcció naval a Lloret de Mar, entre 1837 i 1849. Entre d'altres embarcacions, destacà la construcció de la corbeta Blanca Aurora el 1848, molt coneguda pel seu mascaró de proa, fet per Francesc Pascual Granés, i actualment exposat al Museu Marítim de Barcelona.